# Дизель-Арена
СЗК «Дизель-Арена» — спортивно-зрелищный комплекс в Пензе, домашняя арена профессионального хоккейного клуба «Дизель». Вместимость 5 500 зрителей.
Сдан в эксплуатацию 2 декабря 2011 года. Первый официальный матч в рамках регулярного чемпионата ВХЛ 5.12.2011 Дизель — Казцинк-Торпедо 1:4.
23 февраля 2012 года арена приняла матч на Кубок Поколения, с участием лучших игроков Первенства МХЛ. Игра завершилась со счётом 3:2 в пользу команды Запада
.
10 июня 2020 года присвоено имя знаменитого советского хоккеиста Александра Викторовича Кожевникова.

## Спортивный комплекс
В состав комплекса входят:
- основная ледовая арена (5500 чел)
- тренировочная ледовая арена
- бассейн (25 метров)
- тренажёрный зал
- гостиница

Центральная арена способна превращаться в киноконцертный зал.